# Сестра Джеки
«Сестра́ Дже́ки» (англ. Nurse Jackie) — американский телесериал о тяжёлых буднях нью-йоркской медсестры Джеки Пейтон (Эди Фалко), сочетающий в себе жанры драмы и «чёрной» комедии. Пилотная серия вышла в эфир 8 июня 2009 года и стала самой успешной премьерой за всю историю канала Showtime, собрав более миллиона зрителей.
Сериал удостоен многих наград и номинаций, среди которых: 5 премий и 19 номинаций на премию «Эмми», 5 номинаций на премию «Золотой глобус», 8 номинаций на «Премию гильдии киноактёров США», номинация на премию «BAFTA TV Award», 6 номинаций на премию «Спутник» и другие. В 2010 году Эди Фалко в роли сестры Джеки получила премию «Эмми» за лучшую главную роль в комедийном сериале.

## Сюжет
Джеки Пейтон — медсестра одной из больниц Нью-Йорка, работающая в отделении скорой помощи. Ей каждый день приходится видеть людей, по её словам, в самый тяжёлый период их жизни, а также наркоманов, проституток и просто ненормальных. Со всем этим ей помогает бороться викодин и ряд других препаратов схожего действия, которыми её снабжает Эдди — фармацевт больницы, а также её любовник, с которым у неё происходит ежедневная, непродолжительная сексуальная связь на его рабочем месте в полдень во время 20-минутного перерыва.
Её лучшей подругой является доктор О’Хара — англичанка и просто-таки клинический шопоголик, во время одного из ланчей назвавшая Джеки «единственным нормальным человеком в больнице». Она имеет достаточно утончённый вкус; когда Джеки предложила угостить её хот-догом, она испытала сильное эмоциональное потрясение, после чего Джеки пришлось обнять её и успокоить. Также ей приходится работать с молодым доктором Купером, с которым она часто вступает в спор. Однажды, в разгар спора, он ухватил её за грудь, объясняя это моторным рефлексом во время сильного стресса, что окончательно выводит её из себя. Также она дружит с Мо-Мо — медбратом-геем ближневосточного происхождения, а также у неё есть помощница Зои — медсестра-практикантка, чрезвычайно неуверенная в себе и эмоционально впечатлительная, которая однажды назвала её «святой».
Также имеется второстепенный персонаж — Тор, санитар и тоже гей и Глория — назойливый администратор больницы, которая совершенно не имеет сострадания к больным и Джеки часто приходится просить её о большей гуманности к пациентам.
Ко всему прочему, она — счастлива в браке и имеет 2 дочерей: Фиону и Грейс.

## В ролях

### Главные роли
| Актёр                          | Персонаж                    | Эпизоды | Сезоны       | Сезоны    | Сезоны    | Сезоны    | Сезоны       | Сезоны    | Сезоны    |
| Актёр                          | Персонаж                    | Эпизоды | 1            | 2         | 3         | 4         | 5            | 6         | 7         |
| ------------------------------ | --------------------------- | ------- | ------------ | --------- | --------- | --------- | ------------ | --------- | --------- |
| Эди Фалко                      | Джеки Пейтон                | 80      | Регулярно    | Регулярно | Регулярно | Регулярно | Регулярно    | Регулярно | Регулярно |
| Ив Бест                        | доктор Элинор О’Хара        | 51      | Регулярно    | Регулярно | Регулярно | Регулярно | Периодически |           | Гость     |
| Мерритт Уивер                  | Зои Баркоу                  | 80      | Регулярно    | Регулярно | Регулярно | Регулярно | Регулярно    | Регулярно | Регулярно |
| Доминик Фумуса                 | Кевин Пейтон                | 79      | Регулярно    | Регулярно | Регулярно | Регулярно | Регулярно    | Регулярно | Регулярно |
| Хааз Шлейман                   | Мохаммед «Мо-мо» де ла Круз | 12      | Регулярно    |           |           |           |              |           |           |
| Пол Шульце                     | Эдди Уолцер                 | 80      | Регулярно    | Регулярно | Регулярно | Регулярно | Регулярно    | Регулярно | Регулярно |
| Питер Фачинелли                | Фитч «Куп» Купер            | 73      | Регулярно    | Регулярно | Регулярно | Регулярно | Регулярно    | Регулярно | Регулярно |
| Анна Дивер Смит                | Глория Акалитус             | 78      | Регулярно    | Регулярно | Регулярно | Регулярно | Регулярно    | Регулярно | Регулярно |
| Стивен Уоллем                  | Тор Лундгрен                | 79      | Регулярно    | Регулярно | Регулярно | Регулярно | Регулярно    | Регулярно | Регулярно |
| Руби Джеринс                   | Грейс Пейтон                | 79      | Регулярно    | Регулярно | Регулярно | Регулярно | Регулярно    | Регулярно | Регулярно |
| Дейзи Тэхан / Маккензи Аладжем | Фиона Пейтон                | 11 / 66 | Периодически | Регулярно | Регулярно | Регулярно | Регулярно    | Регулярно | Регулярно |
| Бетти Гилпин                   | Кэрри Роман                 | 34      |              |           |           |           | Периодически | Регулярно | Регулярно |
| Моррис Честнат                 | Айк Прентисс                | 17      |              |           |           |           | Периодически | Регулярно |           |
| Адам Феррара                   | сержант Фрэнк Верелли       | 20      |              |           |           |           | Периодически | Регулярно |           |

### Второстепенные роли
| Актёр             | Персонаж             | Эпизоды | Сезоны       | Сезоны       | Сезоны       | Сезоны       | Сезоны       | Сезоны       | Сезоны       |
| Актёр             | Персонаж             | Эпизоды | 1            | 2            | 3            | 4            | 5            | 6            | 7            |
| ----------------- | -------------------- | ------- | ------------ | ------------ | ------------ | ------------ | ------------ | ------------ | ------------ |
| Рене Ифран        | офицер Райан         | 5       | Периодически | Периодически | Периодически |              |              |              |              |
| Арджун Гупта      | Сэм                  | 35      | Периодически | Периодически | Периодически | Периодически |              |              |              |
| Ленни Якобсон     | Ленни                | 25      | Периодически | Периодически | Периодически | Периодически |              |              |              |
| Майкл Бушеми      | Год                  | 8       | Периодически | Периодически | Периодически | Периодически |              |              | Гость        |
| Джейми Александер | Тюни Пейтон          | 3       |              |              | Периодически |              |              |              |              |
| Гбенга Акиннагбе  | Келли Слейтер        | 8       |              |              | Периодически | Периодически |              |              |              |
| Джейк Каннавале   | Чарли Круз           | 7       |              |              |              | Периодически |              |              |              |
| Бобби Каннавале   | доктор Мигель Круз   | 12      |              |              |              | Периодически | Гость        |              |              |
| Марси Хэрриелл    | Марта                | 6       |              |              |              |              | Периодически |              |              |
| Лаура Бенанти     | Миа Пейтон           | 7       |              |              |              |              |              | Периодически |              |
| Джули Уайт        | Антуанетта Миллс     | 10      |              |              |              |              |              | Периодически |              |
| Майкл Эспер       | Гэби                 | 8       |              |              |              |              |              | Периодически | Периодически |
| Тони Шалуб        | доктор Бернард Принс | 8       |              |              |              |              |              |              | Периодически |
| Джереми Шамос     | Йоханес Карлсен      | 6       |              |              |              |              |              |              | Периодически |
| Марк Фойерстин    | Барри Вольф          | 5       |              |              |              |              |              |              | Периодически |
| Хэйли Зейл        | медсестра            | 34      |              |              | Периодически | Периодически | Периодически | Периодически | Периодически |

## Критика
В целом критики положительно отреагировали на премьеру сериала. На Metacritic фильм получил 76 баллов из 100. Entertainment Weekly оценил первый эпизод на «B+», заявив, что «Эди Фалко привносит в «Сестру Джеки» гениальную силу». New York Magazine назвал сериал Showtime «умным, едким, одновременно острым и сентиментальным». Джеймс Поневозик из журнала Time поставил серию «Крошечные пузыри» (106) на 5-е место в своем списке 10 лучших серий 2009 года.